# Rubus paniculatus
Rubus paniculatus är en rosväxtart som beskrevs av James Edward Smith. Rubus paniculatus ingår i släktet rubusar, och familjen rosväxter. Utöver nominatformen finns också underarten R. p. glabrescens.